# Паучий лес
«Паучий лес» (кор. 거미숲) — южнокорейский драматический фильм ужасов 2004 года, снятый режиссёром Сон Иль Гоном.

## Сюжет
Молодой человек — Кан Мин, работающий продюсером на телевидении, просыпается лежащим посреди Паучьего леса. Неподалёку находился дом, в котором было совершено жестокое убийство. Погибшими оказались его коллеги — директор телестудии и репортёр — любимая девушка, с которой он собирался заключить брачный союз. Застигнув врасплох преступника, Кан Мин начинает преследовать его силуэт в зарослях ночного Паучьего леса. Очнувшись после нападения преступника, изнеможенный Кан Мин оказывается в автомобильном туннеле на дороге, где попадает под колёса автомобиля. Проведя четырнадцать дней в коме, Кан Мин сообщает о происшествии своему другу, детективу полиции. Для того чтобы доказать свою невиновность, Кан Мин начинает вспоминать хронологию событий, предшествующих преступлению. Впадая в кому и выходя из неё, вспоминая всю цепочку недавних событий, он не может отличить правду от вымысла…

## В ролях
| Актёр       | Роль           |
| ----------- | -------------- |
| Кам У Сон   | Кан Мин        |
| Кан Гён Хон | Хван Су ён     |
| Су Чжон     | Мин Су Чжин    |
| Чан Хён Сон | Чхве Сон Хён   |
| Сон Бён Хо  | Ким Чхоль Чжу  |
| Чо Сон Ха   | Чхве Чжон Пиль |
| Пак Вон Сан | репортёр Мун   |
| Ким Ён Чжэ  | доктор         |

## Съёмочная группа
- Режиссёр: Сон Иль Гон
- Продюсеры: Ким Дэ Хён, Ан Мин Чжун
- Сценарист: Сон Иль Гон
- Оператор: Ким Чхоль Чжу
- Композитор: Юн Мин Хва

## Номинации
- Кинофестиваль в Сан-Себастьяне — номинация (2004)
- Кинофестиваль в Торонто — номинация (2004)[2]